# 聞慶運転免許試験場
聞慶運転免許試験場（ムンギョンうんてんめんきょしけんじょう）は慶尚北道聞慶市にある道路交通公団の運転免許試験場である。

## 施設概要
- 特殊免許技能試験場（第一種特殊免許（トレーラー）、第一種特殊免許（レッカー）、第二種小型免許、第二種原動機付免許）
- 第一種大型免許技能試験場
- 第一種、第二種普通免許技能試験場

### 本館
- 受付
- 学科試験場
- 自習室
- 休憩室

## 学科試験
- PC式
- 手話ビデオ（重度の聴覚障害者対象）

## 技能試験が可能な運転免許の種類
各運転免許の詳細については運転免許の区分を参照
- 第一種大型免許
- 第一種特殊免許（トレーラー）
- 第一種特殊免許（レッカー）
- 第一種普通免許
- 第二種普通免許
- 第二種小型免許
- 第二種原動機付自転車免許
  - 多輪形原動機付自転車限定免許（2011年1月下旬から）

## 交通アクセス
- 店村バスターミナル前にあるホームプラス店村店の向かい側から免許試験場行きに乗車し免許試験場前下車（所要時間10分）